# Sierra Mágina
Sierra Mágina est une comarque d'Espagne située dans la province de Jaén dans la communauté autonome d'Andalousie.
Son territoire occupe une surface de 1 389,4 km2  pour une population de 42 172 habitants (INE 2007) soit une densité de 30,5 hab/km2. Sa capitale administrative est la commune de Jódar
Une part importante de son territoire fait partie du parc naturel de Sierra Mágina (es).

## Communes

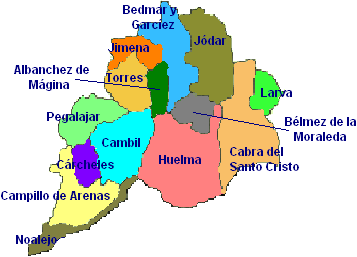
Carte des communes de la comarque de la Sierra de Carzola.

Elle intègre les communes suivantes :
| - Albanchez De Mágina - Bedmar Et Garcíez - Bélmez de la Moraleda - Cabra del Santo Cristo - Cambil - Campillo de Arenas - Cárcheles | - Huelma - Jimena - Jódar - Larva - Noalejo - Pegalajar - Torres |